# Jandiala (Amritsar)
Jandiala (o Jandiala Guru) è una città dell'India di 23.829 abitanti, situata nel distretto di Amritsar, nello stato federato del Punjab. In base al numero di abitanti la città rientra nella classe III (da 20.000 a 49.999 persone).

## Geografia fisica
La città è situata a 31° 33' 41 N e 75° 1' 36 E e ha un'altitudine di 229 m s.l.m..

## Società

### Evoluzione demografica
Al censimento del 2001 la popolazione di Jandiala assommava a 23.829 persone, delle quali 12.734 maschi e 11.095 femmine. I bambini di età inferiore o uguale ai sei anni assommavano a 2.868, dei quali 1.622 maschi e 1.246 femmine. Infine, coloro che erano in grado di saper almeno leggere e scrivere erano 15.849, dei quali 8.950 maschi e 6.899 femmine.